# Gouvernement de Nijni Novgorod
Pour les articles homonymes, voir Novgorod (homonymie).
1714–1929
Entités précédentes :
- Gouvernement de Kazan

Entités suivantes :
- Kraï de Nijni Novgorod

Le gouvernement de Nijni Novgorod (en russe : Нижегородская губерния) est une division administrative de l’Empire russe, puis de la R.S.F.S.R., située en Russie centrale avec pour capitale la ville de Nijni Novgorod. Créé en 1714, le gouvernement exista jusqu’en 1929.

## Géographie
Le gouvernement de Nijni Novgorod était bordé par les gouvernements de Kostroma, Viatka, Kazan, Simbirsk, Penza, Tambov et Vladimir.
Le territoire du gouvernement de Nijni Novgorod se trouve de nos jours principalement dans l’oblast de Nijni Novgorod.

## Histoire

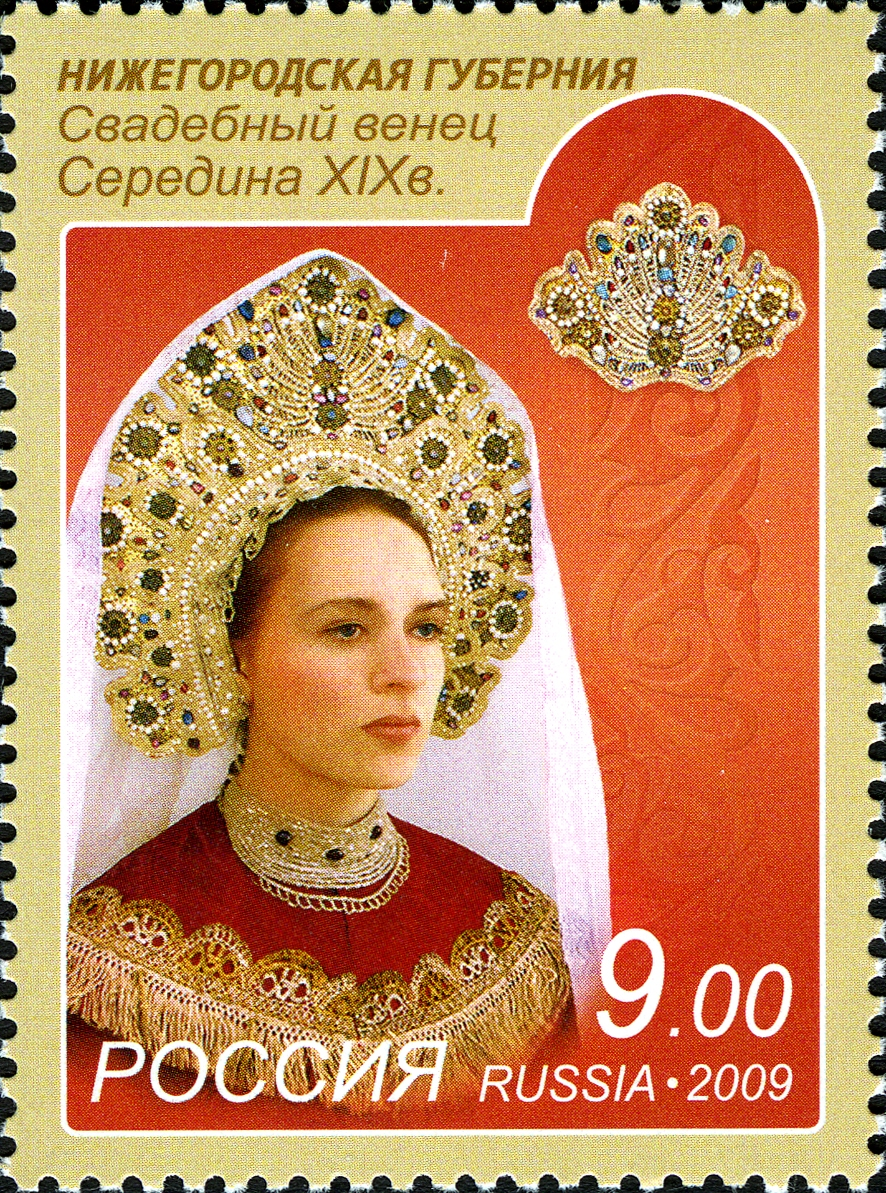
Robe de mariée du gouvernement de Nijni Novgorod au milieu du XIXe s., timbre-poste russe, 2009.

Nijni Nivgorod, bien située au confluent de la Volga et de l'Oka dans une des régions les plus fertiles de Russie, devient au XIVe siècle la capitale de la principauté de Vladimir-Souzdal. Ravagée par les Mongols de la Horde d'or, elle est annexée par la grande-principauté de Moscou. Sa forteresse, le Kremlin de Nijni Novgorod, abrite la cathédrale de la Transfiguration qui contient les tombes des anciens souverains et celle du maire Kouzma Minine : en 1610, pendant le Temps des troubles, celui-ci, riche marchand de bétail, avait offert toute sa fortune pour financer la guerre du prince Dmitri Pojarski contre les occupants polonais. Le gouvernement de Nijni Novgorod est créé par Pierre le Grand en 1714. En 1817, Alexandre Ier établit dans cette ville la foire de Nijni Novgorod en y transférant le marché qui se tenait sur l'autre rive du fleuve, au monastère de Saint-Macaire. Au début du XIXe siècle, la foire dure tout le mois de juillet. Elle reçoit 150 000 visiteurs par an et il s'y traite pour plus de 100 millions de roubles d'affaires. Nijni Novgorod compte alors 20 000 habitants, 3 700 maisons et de nombreux ateliers de corderie, fonderies de suif, fer et cuivre. La navigation fluviale est très importante : le port reçoit chaque année 3 000 barques et 70 000 bateliers (burlaki).
Les autres villes du gouvernement sont Arzamas (8 000 habitants), connue pour ses savonneries, ses teintureries de toile bleue, ses ateliers de cordonnerie et sa fabrique de potasse appartenant à l'État ; Potchinki (5 000 habitants), Balakhna où l'on exploite des sources salées, Pavlovo (6 000 habitants) où l'on fabrique des armes et outils métalliques, Pogost (3 000 habitants), ville d'armuriers, Kniaguinino (2 000 habitants), ville de tanneries. Les autres localités sont essentiellement agricoles. L'écrivain Piotr Boborykine (1836-1921), natif de Nijni Novgorod, appelle Pavlovo le « Sheffield russe ».
La vie culturelle est active. Le théâtre, créé en 1798 par le prince Nicolas Chakhovskoï, compte plus de 100 acteurs, la plupart étant des serfs du prince, répartis en trois troupes, ballet, drame et opéra. D'autres nobles locaux favorisent la vie culturelle comme le prince Pierre Troubetskoï (1760–1817), père du révolutionnaire Serge Troubetskoï. Le célèbre horloger et inventeur Ivan Koulibine (en) (1735-1818) est fils d'un marchand de Nijni Novgorod. Un lycée, dépendant de l'université de Kazan, est ouvert en 1807. En 1812, lors de l'invasion française, Nijni Novgorod sert de refuge temporaire à l'université de Moscou. Le linguiste Vladimir Dahl (1801-1872) séjourne à Nijni Novgorod jusqu'à sa retraite en 1859 et recueille dans la région un grand nombre d'expressions, proverbes et contes du folklore russe. Les écrivains Pavel Melnikov (1810-1883) et Maxime Gorki (1868-1936), le compositeur Mili Balakirev (1836-1910) et la mystique Anna Nikolaevna Schmidt (1855-1905) sont nés à Nijni Novgorod. L'écrivain Vladimir Korolenko (1853-1921) se fixe dans cette ville au retour de sa déportation en Sibérie en 1885, et joue un rôle notable dans la vie politique et journalistique de la région : il prend la défense des Votiaks (Oudmourtes), peuple autochtone accusé de sacrifices humains. Melnikov et Korolenko s'intéressent à l'histoire et au folklore de la région et notamment aux traditions des vieux-croyants.
Le chemin de fer relie Nijni Novgorod à Moscou et Vladimir en 1862. La nouvelle cathédrale Saint-Alexandre-Nevski est construite entre 1868 et 1881.

## Population
Au début du XIXe siècle, la population du gouvernement est estimée à 1 380 000 habitants dont 60 000 à 70 000 Mordves et Tchouvaches. Au recensement de 1897, elle est de 1 584 774 habitants, dont 93,2% de Russes, 3,4% de Mordves et 2,6% de Tatares.

## Subdivisions administratives
Au début du XXe siècle le gouvernement de Nijni Novgorod était divisé en onze ouïezds : Ardatov, Arzamas, Balakhna, Vassilsoursk, Gorbatov, Kniaguinino, Loukoïanov, Makarievo, Nijni Novgorod, Semionov et Sergatch.

## Gouverneurs
- Alexeï de Giers (1915-1918)

## Images

Images du gouvernement de Nijni Novgorod
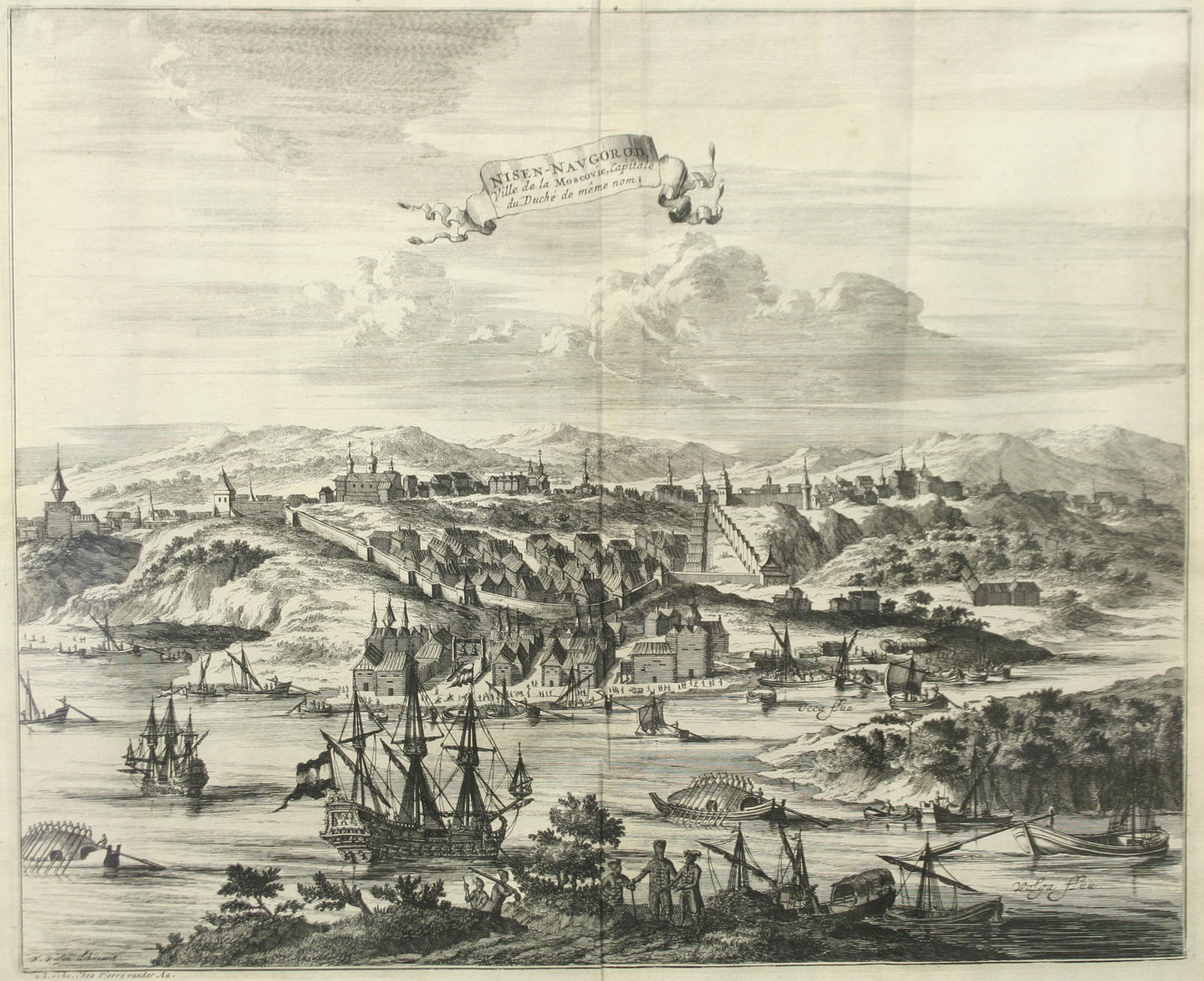
Nijni Novgorod, gravure de Pieter van der Aa, 1727
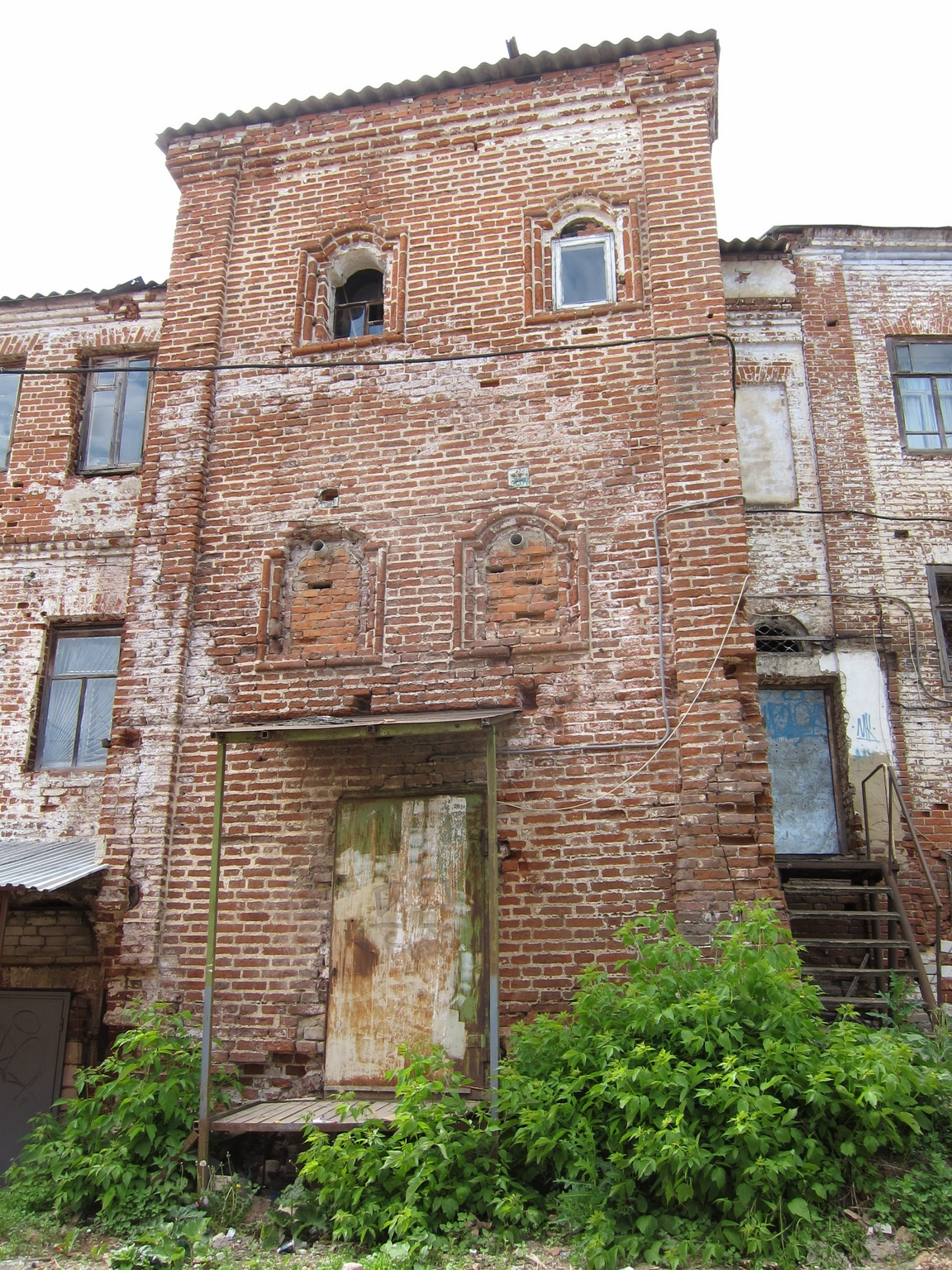
Ancien bâtiment du XVIIIe s. à Arzamas, 2011
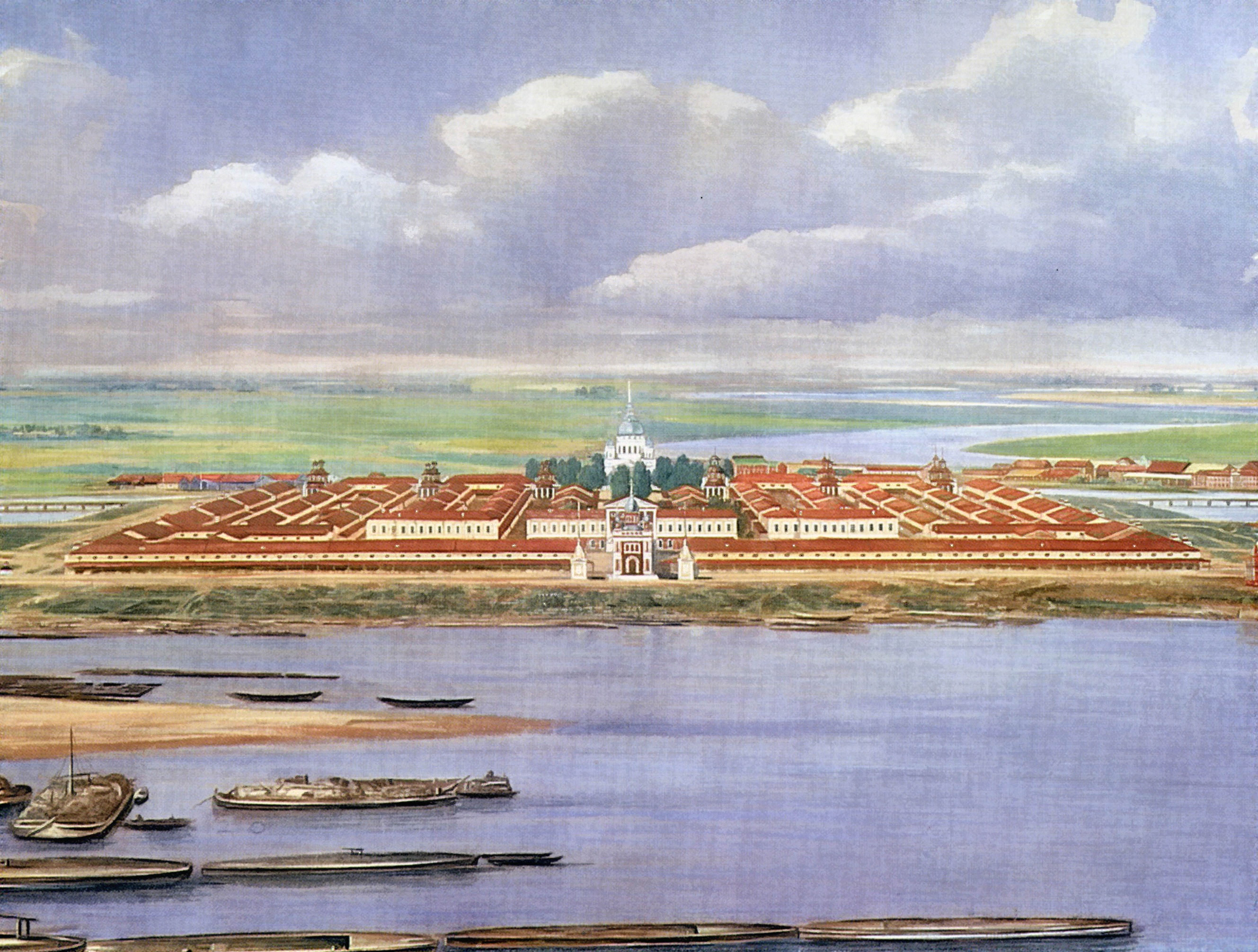
Projet pour la foire de Nijni Novgorod par Augustin Betankur, 1817-1824
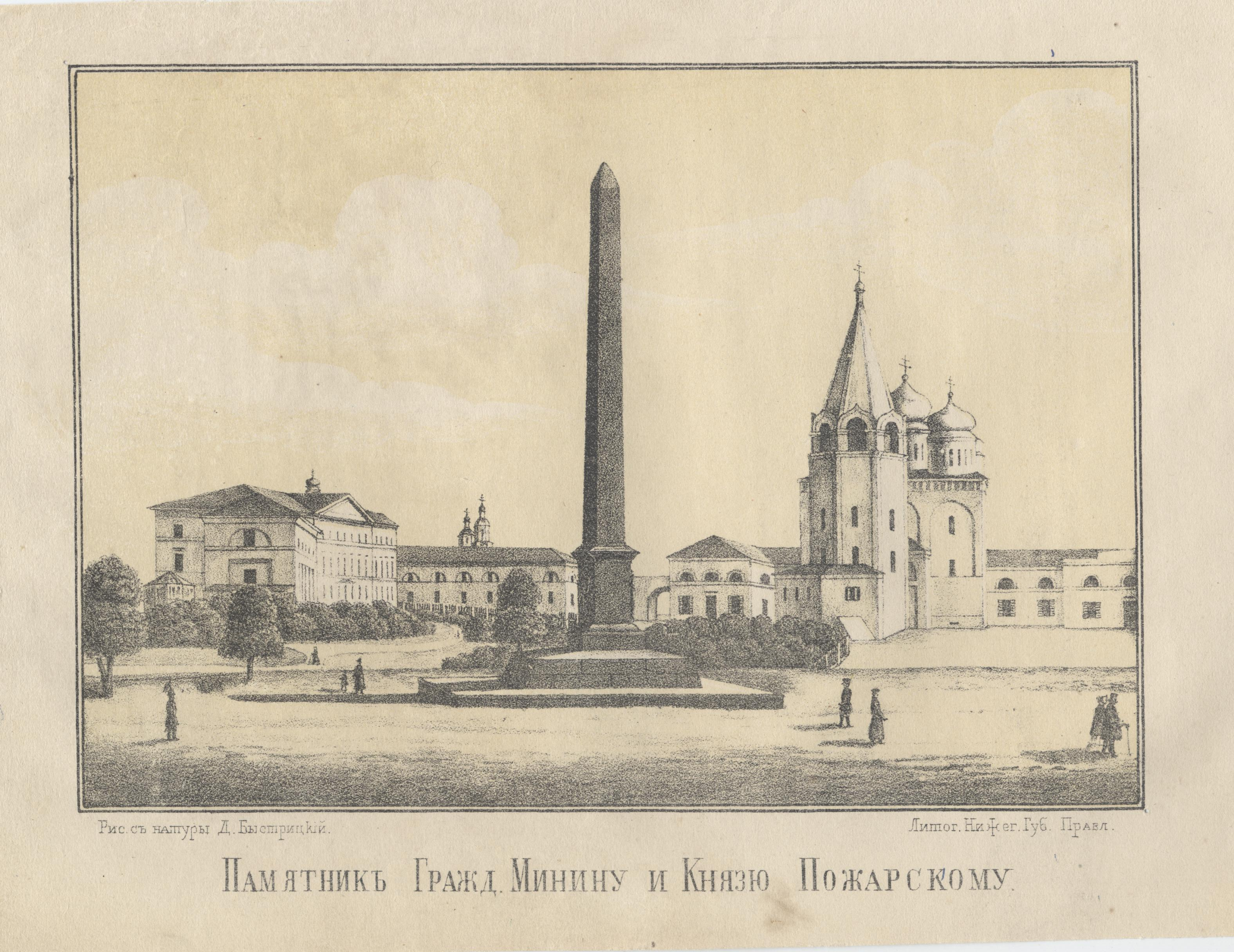
Obélisque dédié à Kouzma Minine et Dmitri Pojarski, construit en 1828
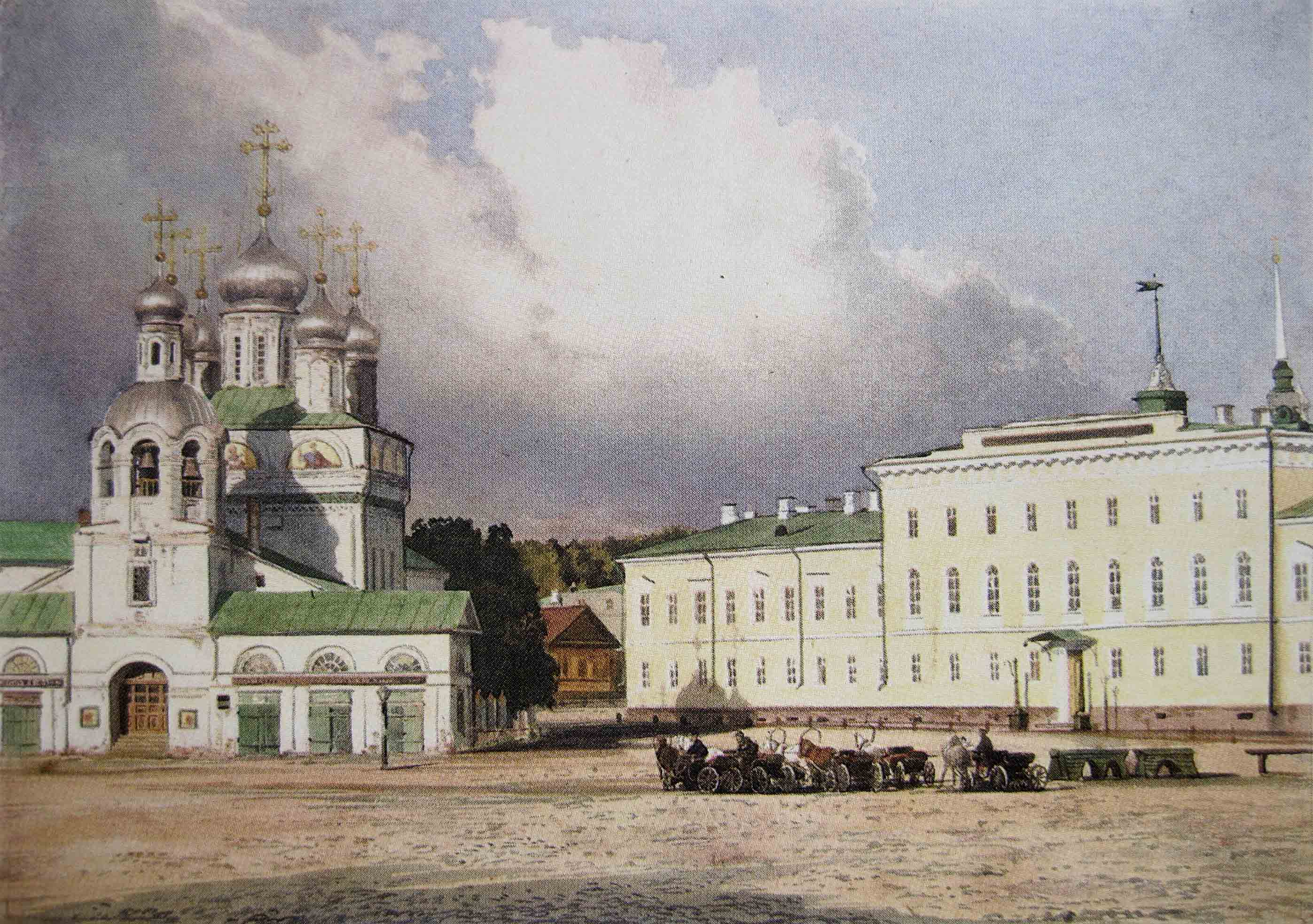
La cathédrale de l'Annonciation et le lycée provincial, 1870
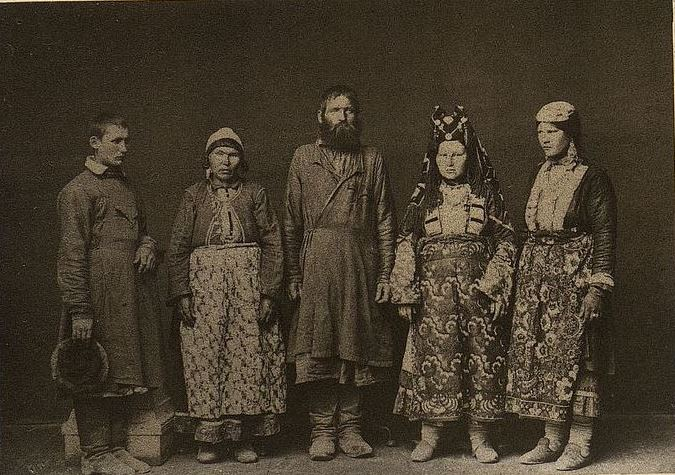
Oudmourtes photographiés en 1870
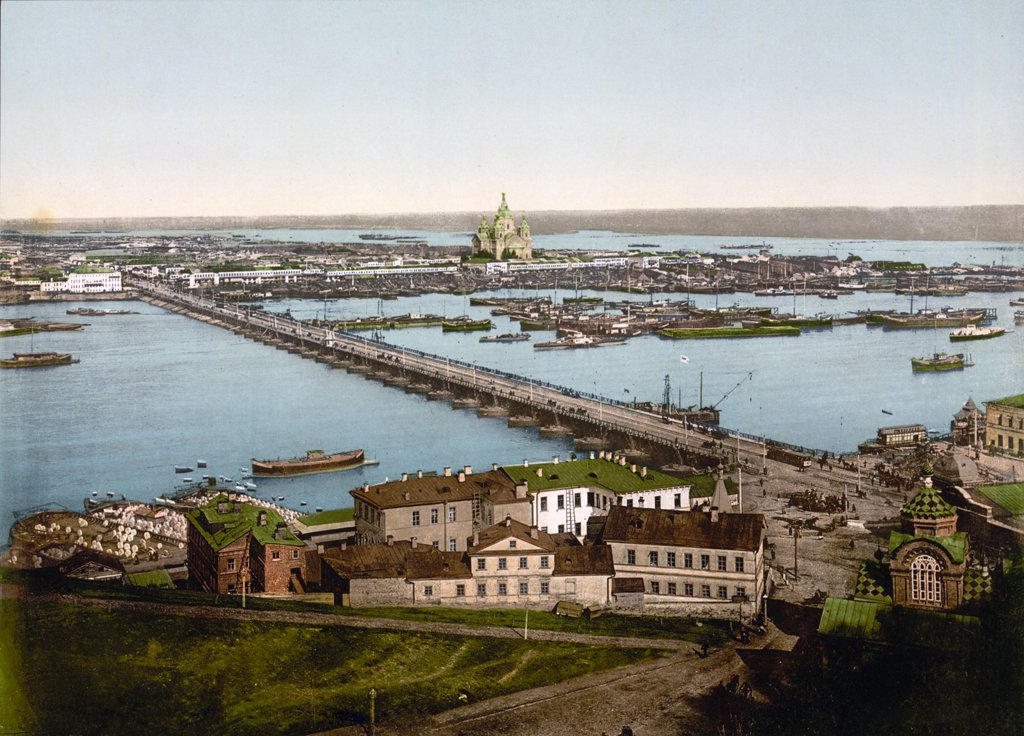
Confluent de l'Oka et de la Volga, 1880
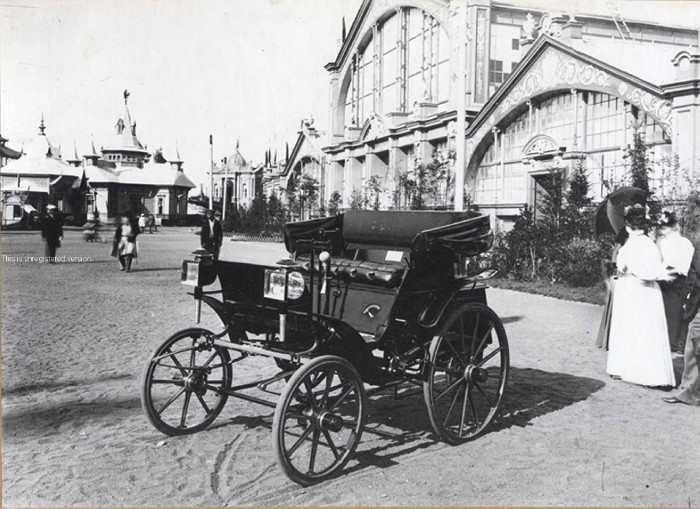
Gare de Nijni Novgorod et automobile russe Iakovlev & Frese conçue pour l'exposition de l'industrie et du commerce (en), 1896
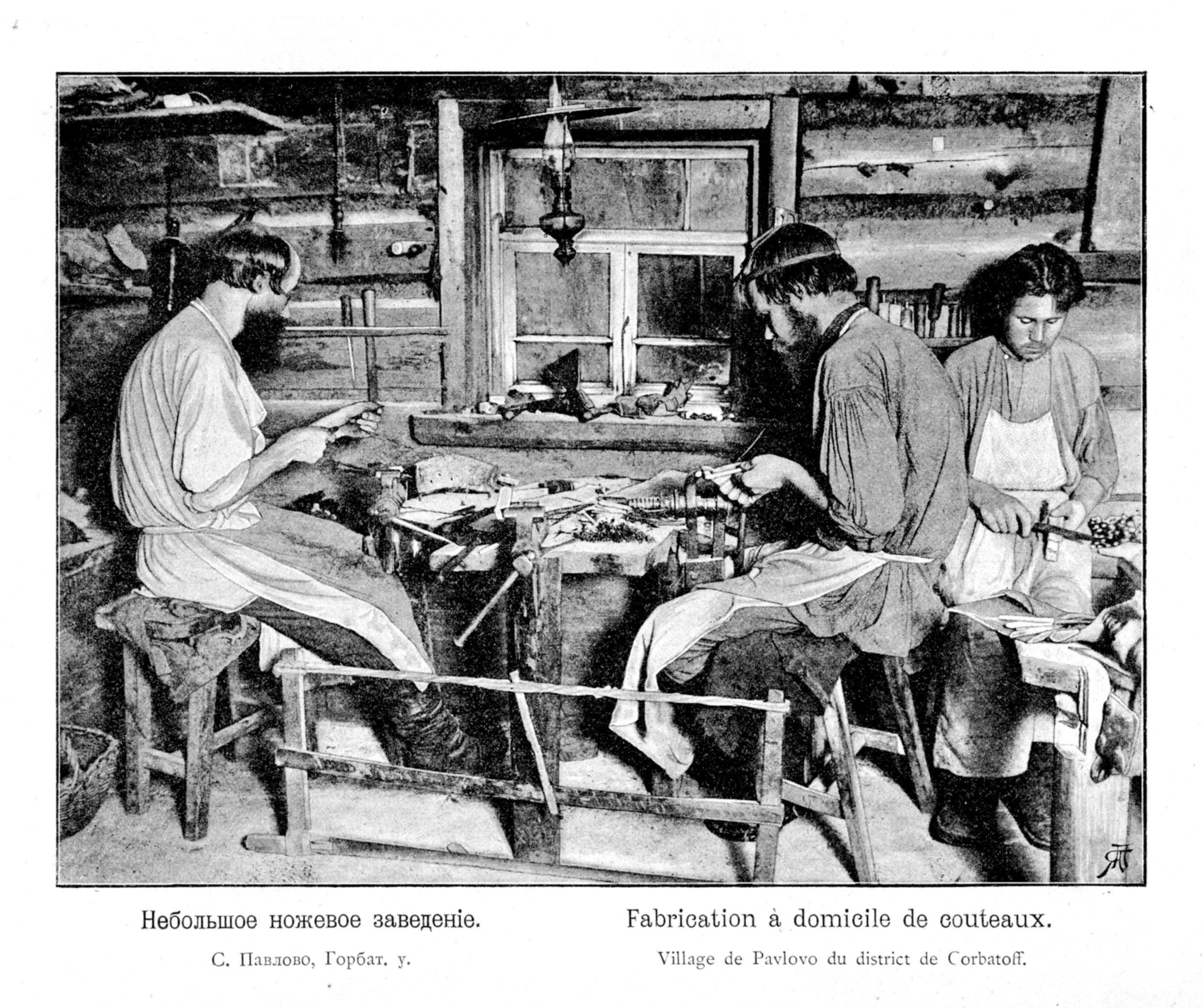
Coutellerie à Pavlovo (district de Gorbatov), 1896
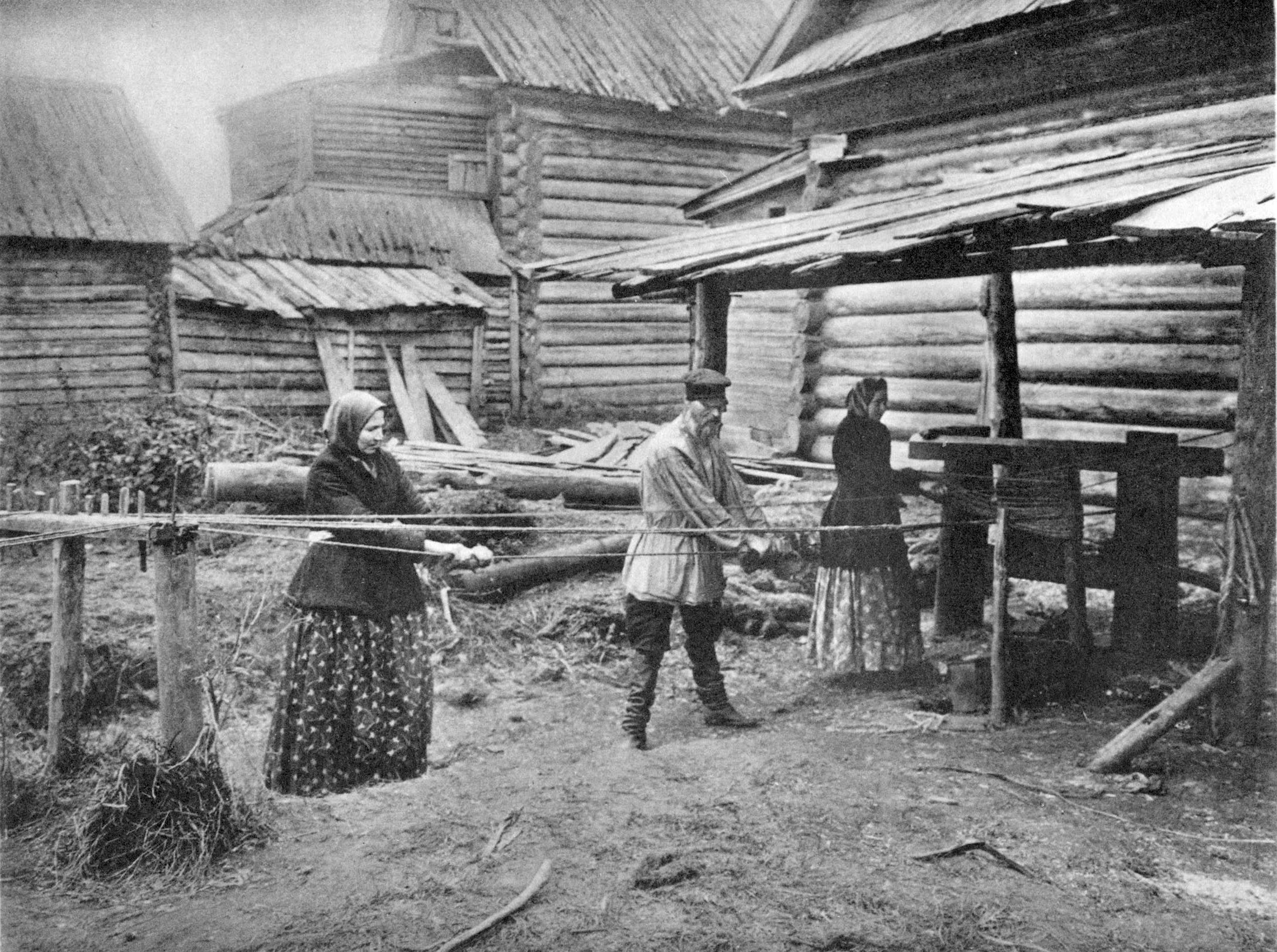
Corderie à Pavlovo (district de Gorbatov), 1896
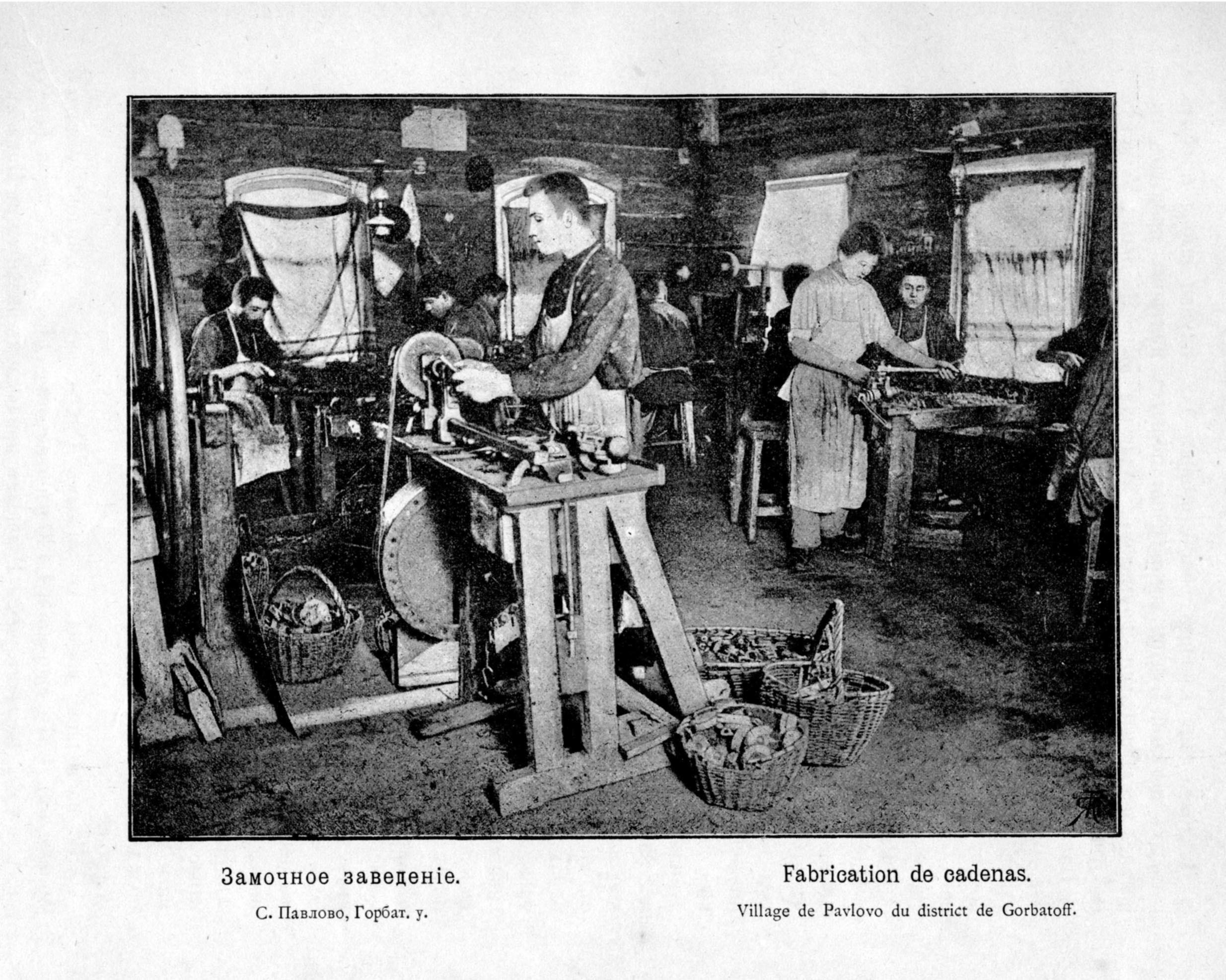
Atelier de cadenas à Pavlovo (district de Gorbatov), 1896
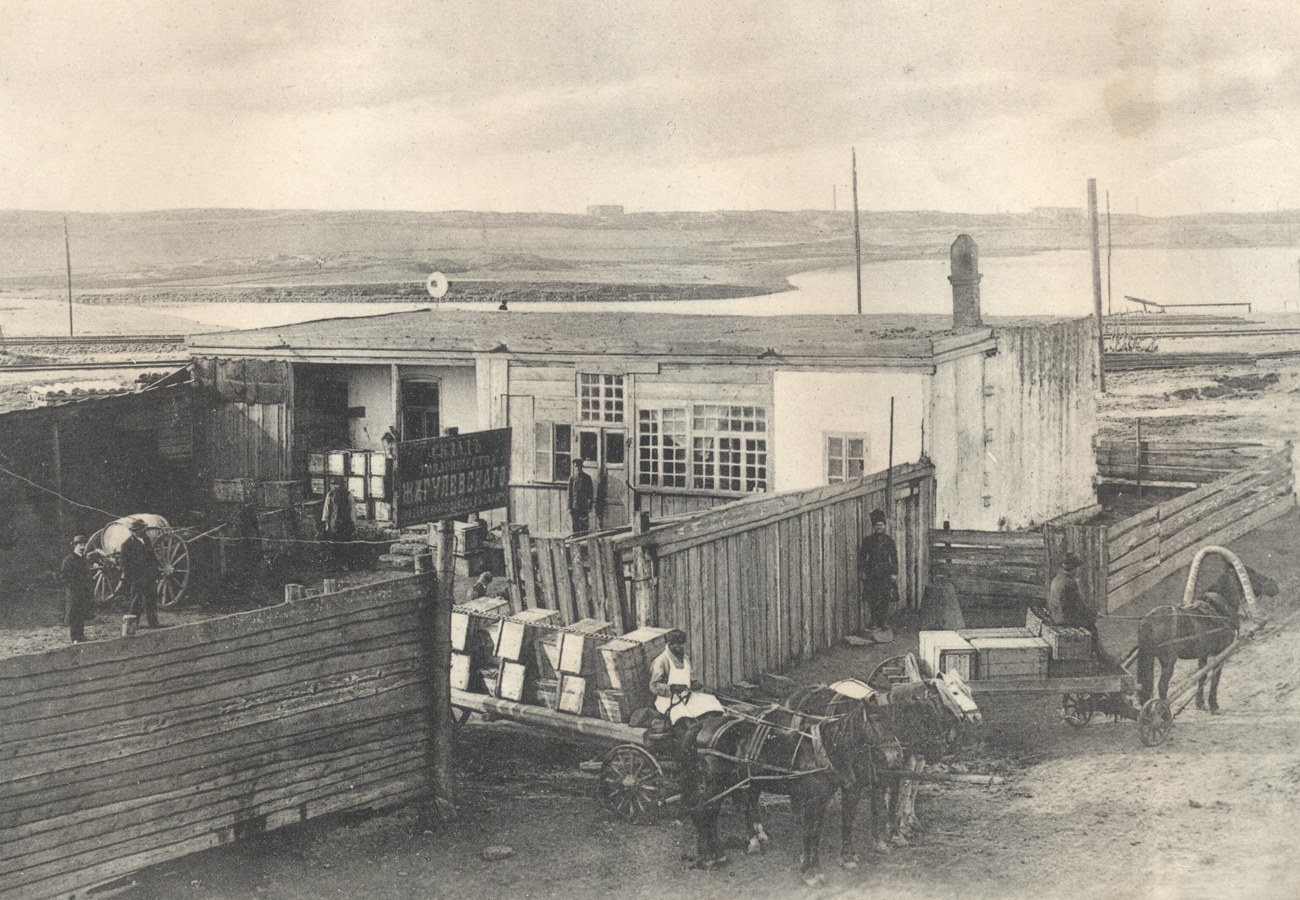
Brasserie Jigouli (en) à Balakhna, avant 1918